# STS-69
A STS-69 foi uma missão da nave Endeavour em seu nono voo, realizada durante onze dias em setembro de 1995. Foi o septuagésimo primeiro voo de um ônibus espacial, e a tripulação realizou diversos experimentos científicos, muitos ligados à futura Estação Espacial Internacional.

## Tripulação
| Posição                  | Astronauta        |
| ------------------------ | ----------------- |
| Comandante               | David Walker      |
| Piloto                   | Kenneth Cockrell  |
| Especialista de missão 1 | James Voss        |
| Especialista de missão 2 | James Newman      |
| Especialista de missão 3 | Michael Gernhardt |

### Atividade extraveicular
1. Voss e Gernhardt - EVA 1
  - Início: 16 de setembro de 1995 - 08:20 UTC
  - Término: 16 de setembro de 1995 - 15:06 UTC
  - Duração: 6 horas, 46 minutos